# SN 2007kh
SN 2007kh – supernowa typu Ia odkryta 7 września 2007 roku w galaktyce A031512+4310. W momencie odkrycia miała maksymalną jasność 18,90m.